# Ilyés Annamária
Ilyés Annamária (Székelyudvarhely, 1980. július 9. –) magyar származású román válogatott kézilabdázó, edző.

## Pályafutása

### Klubcsapatban
Erdélyi magyar családban született. Pályafutását a Universitatea Cluj-Napoca csapatában kezdte, majd később a HCM Baia Mareban folytatta. 2003-ban igazolt a magyar bajnokságban szereplő Váchoz. Magyarországon megfordult a Kiskunhalas és a Ferencvárosi TC csapatában, utóbbi együttessel bronzérmet szerzett a 2007–2008-as szezon végén. 
2008 és 2010 között a német Blomberg-Lippe játékosa volt. 2009-ben az EHF-kupa elődöntőjébe jutott a csapattal, de ott 47–48-as összesítéssel alulmaradtak a francia Nîmes csapatával szemben. 2010-ben a TuS Metzingenhez igazolt, ahol a másodosztály gólkirálya lett és a szezon játékosának is megválasztották az újságírók 2012-ben. A következő évadban már az élvonalban szerepelt csapatával, ahol bennmaradáshoz segítette a Metzingent. 2013-ban a Bietigheim játékosa lett. 2016-ban fejezte be pályafutását.

### A válogatottban
Fiatal korában származása révén a román és a magyar válogatottban való szereplés között is választhatott. A román válogatottban nyolc alkalommal szerepelt. 2006 októberében, miután az előírt hároméves várakozási idő lejárt, jogosultságot szerzett a magyar válogatottban való szereplésre, de az első csapatban nem, csak az úgynevezett B válogatottba kapott meghívót egy felkészülési tornán.

### Edzőként
2018 februárjában a német élvonalban szereplő Neckarsulmer SU csapatának vezetőedzője lett. Mindössze két hónap és hét vereség után lemondott.

## Egyéni elismerés
- A Bukarest-trófea gólkirálya: 2014 (23 gól)[14]

## Család
Édesanyja a román válogatott kézilabdázó Miklós Magda, aki ezüstérmet szerzett az 1973-as női kézilabda-világbajnokságon, testvére a magyar válogatott Ilyés Ferenc.